# سفارة جورجيا في المملكة المتحدة
سفارة جورجيا في المملكة المتحدة هي أرفع تمثيل دبلوماسي لدولة جورجيا لدى المملكة المتحدة. تقع السفارة في كينسينغتون وتشيلسي وهي تهدف لتعزيز المصالح الجورجية في المملكة المتحدة.

## وصلات خارجية
- الموقع الرسمي
- قائمة سفارات جورجيا
- قائمة السفارات في المملكة المتحدة